# Thika
Thika je grad u kenijskoj provinciji Central, sjedište okruga Thika. Nalazi se 45 km sjeveroistočno od Nairobija, na 1500 metara nadmorske visine, u blizini nacionalnog parka Ol Donyo Sabuk. Glavna je poljoprivredna kultura područja ananas.
Thika je godine 1999. imala 82.665, a prema procjeni iz 2005. 99.538 stanovnika.